# Jakov Melnikov
Jakov Fjodorovič Melnikov (rusky Я́ков Фёдорович Ме́льников; 13. ledna 1896 Moskva – 12. července 1960 Moskva) byl ruský a sovětský rychlobruslař.
Pocházel ze třinácti dětí narozených v moskevské dělnické rodině. Závodnímu rychlobruslení se věnoval v letech 1914 až 1940. Získal jedenáct titulů ruského a sovětského mistra ve víceboji (1915, 1917, 1918, 1919, 1922, 1924, 1927, 1928, 1933, 1934 a 1935). V roce 1923 vybojoval bronzovou medaili na Mistrovství světa ve víceboji, na které byl pozván, přestože Sovětský svaz tehdy nebyl členem Mezinárodní bruslařské unie. Ve stejném roce obsadil čtvrté místo na Mistrovství Evropy. V letech 1927 a 1935 zvítězil dělnických mistrovstvích Evropy, které pořádala Rudá sportovní internacionála, na Mezinárodní dělnické spartakiádě roku 1928 v Oslu vyhrál závody na 5000 metrů a 10 000 metrů. Vytvořil 27 národních rychlobruslařských rekordů. V roce 1934 získal odznak zasloužilého mistra sportu s pořadovým číslem 1. Po ukončení kariéry byl Melnikov trenérem i rozhodčím a také bojoval ve velké vlastenecké válce. Po jeho smrti se začal pořádat Memoriál Jakova Melnikova.

## Osobní rekordy
- 500 m – 44,0
- 1500 m – 2:23,0
- 5000 m – 8:30,3
- 10 000 m – 17:38,7